# Колокольня церкви Святого Духа (Львов)

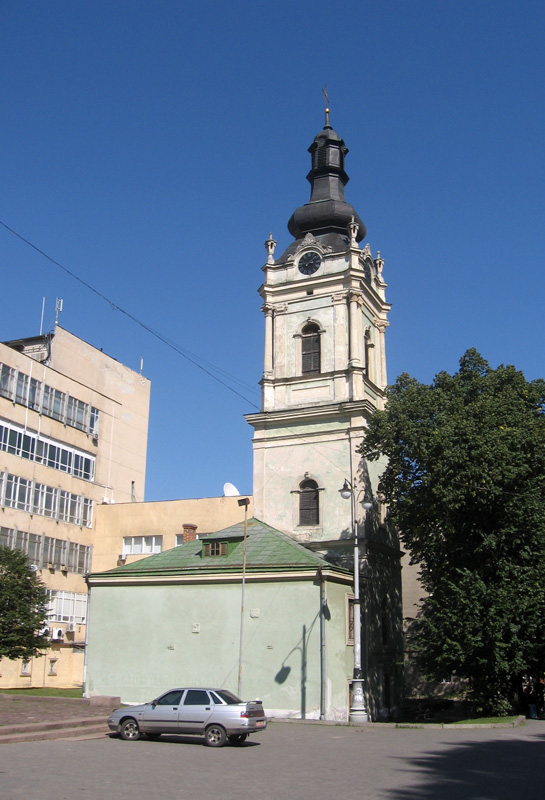
Колокольня церкви Святого Духа

Колоко́льня це́ркви Свято́го Ду́ха — памятник истории и архитектуры позднего барокко во Львове (Украина). Находится на улице Коперника, 36.
В 1729 году здесь был построен женский монастырь римокатолического ордена доминиканок с костёлом. В начале австрийского правления орден был ликвидирован, монастырь отдали грекокатоликам, которые организовали в нём духовную семинарию. Костёл был переосвящён в церковь Святого Духа; он был однонефный, с полукруглой апсидой. В семинарии учился Маркиян Шашкевич и многие другие галицко-русские писатели и общественные деятели.
В 1939 году в результате налёта немецкой авиации здания семинарии и церкви были полностью разрушены. От прошлого комплекса женского монастыря сохранилась лишь башня, называемая колокольней церкви Святого Духа.
Колокольня каменная, квадратная в плане, трёхъярусная, с барочным завершением и вытесанными из камня вазами по углам. Каждый ярус фланкирован пилястрами и полуколонами. Арочные ниши украшены обрамлениями. Башенные часы созданы в 1786 году (отремонтированы в 1987), они происходят со скита Манявского.
В 1987 году с запада пристроили музейные помещения. В башне и колокольне разместился музей книги «Русалка Днестровая», первой книги, изданной выходцами из Галиции (Русской троицей) на народном языке.